# Ola Gustafsson
Björn Ola Gustafsson, född 11 december 1969 i Luleå, är en svensk producent, musiker och gitarrist.
Ola Gustafsson har frilansat sedan 1990 och har då spelat med bland andra Sarah Dawn Finer, Lars Winnerbäck, Eldkvarn, Ulf Lundell, Eva Dahlgren, Tomas Ledin, Peter LeMarc, Bo Kaspers Orkester, Totta Näslund, Eagle Eye Cherry, Jerry Williams och Britney Spears.
Ola Gustafsson är gift med jazzsångerskan Ida Sandlund, även känd som "Ida Sand". Han är även med i BDA-orkestern, som brukar göra låtar till Luleå Hockey. 2015 blev Gustafsson utsedd till "Årets bluespersonlighet" i Luleå.

## Skivor Ola Gustafsson medverkat på (urval)
- 1992 – Rock'n'Roll/ Just D – elgitarr, akustisk gitarr
- 1993 – One Step Ahead / Papa Dee – elgitarr
- 1995 – Plast / Just D – elgitarr
- 1997 – Been There / Ebba Forsberg – elgitarr, akustisk gitarr
- 1997 – Det stora kalaset / Olle Ljungström – elgitarr
- 1997 – Nio broars väg / Peter LeMarc – elgitarr, akustisk gitarr, lap steel, sitar
- 1999 – Lai lai / (live) Eva Dahlgren
- 2000 – Djävulen & ängeln / Tomas Ledin – elgitarr
- 2001 – Död stjärna / Eldkvarn- pedal steel
- 2001 – Lisa Miskovsky / Lisa Miskovsky – elgitarr
- 2001 – Living in the Present Future / Eagle Eye Cherry – elgitarr
- 2001 – Jolly Roger / Ulf Lundell – elgitarr, akustisk gitarr, pedal steel
- 2001 – True Love / Ebba Forsberg
- 2003 – I sommarnattens ljus / Tomas Ledin – gitarr, sång
- 2003 – Vilka tror vi att vi är / Bo Kaspers Orkester – gitarr, banjo
- 2004 – Ett blått hjärta / Thomas Nyström – gitarr
- 2004 – Hela vägen / Tomas Ledin – elgitarr, akustisk gitarr
- 2004 – Med vatten under broarna / Lars Winnerbäck – akustisk gitarr, elgitarr, mandolin, pedal steel
- 2004 – Med vidöppna fönster / Tomas Ledin – elgitarr, akustisk gitarr, dobro och steelguitar
- 2005 - Hiding out for A Better Day /Peter Lindberg
- 2006 – Hund / Bo Kaspers Orkester
- 2007 – Daugava / Lars Winnerbäck – gitarr, mandolin, banjo, dobro
- 2009 – Säg ingenting till mig / Melissa Horn – akustisk gitarr, elgitarr, pedal steel, mandolin, handklapp
- 2009 – Ta min vals – Ebba Forsberg sjunger Leonard Cohen / Ebba Forsberg
- 2009 – True Love / Ida Sand
- 2009 – Tänk om jag ångrar mig, och sen ångrar mig igen / Lars Winnerbäck – elgitarr
- 2011 – Innan jag kände dig / Melissa Horn – akustisk gitarr, elgitarr, steelguitar
- 2011 – Stockholm i mitt hjärta / Oscar Danielsson
- 2012 – Beväpna dig med vingar / Thåström – akustisk gitarr
- 2012 – Svag doft av skymning / Peter LeMarc – el- och akustiska gitarrer, steelguitar, mandolin.
- 2013 - Om du vill vara med mig / Melissa Horn
- 2016 -For the Young/Anna Ternheim
- 2017 - Åtminstone artificiell intelligens/Mattias Alkberg
- 2019 - A Space for lost time/Anna Ternheim
- 2020 - En ny tid /Helen Sjöholm
- 2022 - A Good night became a Good day /Peter Lindberg